# Lucas Hamilton
Lucas Hamilton (12 de febrer del 1996) és un ciclista australià. Professional des del 2017, actualment milita a l'equip Team Jayco AlUla. S'ha proclamat campió nacional i d'Oceania en categories inferiors.

## Palmarès
- 2014
  -  Campió d'Oceania júnior en ruta
  -  Campió d'Austràlia júnior en ruta
  - Vencedor d'una etapa al National Capital Tour
- 2017
  -  Campió d'Oceania sub-23 en ruta
  - 1r a l'UCI Oceania Tour
  - 1r al Giro Ciclistico d'Itàlia
  - Vencedor d'una etapa al Tour d'Alsàcia
- 2019
  - 1r a la Setmana Internacional de Coppi i Bartali
  - Vencedor d'una etapa al Czech Cycling Tour
- 2020
  - Vencedor d'una etapa a la Tirrena-Adriàtica

### Resultats al Giro d'Itàlia
- 2019. 25è de la classificació general
- 2020. No surt (10a etapa)
- 2022. 13è de la classificació general

### Resultats al Tour de França
- 2021. Abandona (13a etapa)

### Resultats a la Volta a Espanya
- 2022. 78è de la classificació general